# إنريكي مولينا
إنريكي مولينا (31 أكتوبر 1943 - 3 سبتمبر 2021)، هو ممثل سينمائي وتلفزيوني كوبي، ولد عام 1944 في سانتياغو دي كوبا، وتوفي عام 2021 بسبب مرض فيروس كورونا.

## وصلات خارجية
- إنريكي مولينا على موقع IMDb (الإنجليزية)
- إنريكي مولينا على موقع ألو سيني (الفرنسية)
- إنريكي مولينا على موقع أول موفي (الإنجليزية)
- إنريكي مولينا على موقع قاعدة بيانات الأفلام السويدية (السويدية)
- إنريكي مولينا على موقع قاعدة بيانات الفيلم (الإنجليزية)
- إنريكي مولينا على موقع كينوبويسك (الروسية)